# Pëtr Borejša
Pëtr Isidorovič Borejša (in russo Пётр Исидорович Борейша?; trasl. angl. Pyotr Boreisha; 5 febbraio 1885 – Parigi, 17 luglio 1953) è stato un calciatore russo, di ruolo portiere.

## Biografia
Ha studiato all'Università elettronica di San Pietroburgo ed lavorato come correttore di bozze per il giornale Birževych vedomostjach. In seguito emigrò a Parigi dove lavorò come tassista e come correttore di bozze per i giornali Poslednie novosti e Russkie novosti. Dopo la sua morte, avvenuta nel 1953, venne sepolto nel Cimitero russo ortodosso di Nostra Signora dell'Assunzione.

## Carriera

### Club
Ha giocato per il Viktorija e per il Neva, entrambe formazioni di San Pietroburgo.

### Nazionale
Fu nel giro della Nazionale e venne convocato per i giochi olimpici del 1912 tuttavia non disputò mai nessuna partita con la Nazionale russa.
Disputò tuttavia tre partite amichevoli con una Selezione composta da calciatori di San Pietroburgo, nella prima partita affrontò l'Inghilterra, nella seconda una Selezione composta da calciatori moscoviti e nella terza la Svezia; complessivamente subì 14 gol.